# L'Atelier du peintre (roman)
Pour les articles homonymes, voir L'Atelier du peintre (homonymie) et Atelier (homonymie).
L'Atelier du peintre est le onzième roman de Patrick Grainville, publié en janvier 1988.

## Historique
Ce roman, voué à la peinture qui célèbre les corps glorieux des modèles de toutes les races, mais aussi les corps déchus, malades, dans la ligne d’Egon Schiele, permet également à l’auteur de s’adonner à sa passion des villes tentaculaires et des paysages apocalyptiques.

## Résumé
Dans un atelier de verre de Los Angeles, à Venice, Le Virginal est un peintre qui réunit autour de lui un groupe d’élèves. Ces derniers sont des délinquants en voie de réinsertion que le peintre soumet à rude épreuve. Au lieu de les laisser faire des fresques des rues, il leur impose de peindre le célèbre et mystérieux tableau de Jan van Eyck : Les Époux Arnolfini. L’atelier s’organise en deux espaces Sodome et Gomorrhe. Une compétition cruelle oppose les apprentis du maître, les haines éclatent, les amours voraces, les jalousies, les complots. Le Virginal entraîne ses élèves tantôt dans le Désert des Mojaves ou sur le Pacifique.

## Réception critique
Le Monde et Le Figaro encensent de manière similaire et sans réserve L'Atelier du peintre, roman jugé exceptionnel d'un écrivain arrivé à maturité. Patrick Grainville retranscrit la peinture, joue avec les couleurs et les matériaux; tel son héros, Le Virginal, il traque le vivant, le relief et la chair aux confins du Nouveau Monde et confronte l'univers solaire des jeunes femmes et hommes des faubourgs de Los Angeles aux clairs-obscurs des divins Hollandais Van Eyck et Rembrandt, dans un « maelström » sensuel du plus bel effet.

## Anecdotes
- Le nom du personnage principal, Le Virginal, est l’anagramme de Grainville.
- Le titre L'Atelier du peintre fait référence à l’œuvre de Gustave Courbet, L'Atelier du peintre.
- On retrouve 150 ans plus tôt l’Amérique de L'Atelier du peintre dans Bison (2014), le roman d’aventures de Patrick Grainville consacré aux aventures de George Catlin.

## Éditions
- L'Atelier du peintre, éditions du Seuil, 1988  (ISBN 2020098547).